# La Avispa Museo Interactivo
La Avispa Museo Interactivo (denominado también La Avispa - Museo del niño) es un museo interactivo ubicado en la ciudad de Chilpancingo, Guerrero, sobre la Carretera Federal 95 (México-Acapulco), "km 270".
Fue abierto el 13 de abril de 1998 como parte del interés del gobierno del estado en promover la educación. Cuenta con 5 salas museísticas permanentes y 3 salas con exposiciones temporales. Además, ofrece a sus visitantes talleres para niños y jóvenes, un lugar de juegos para los más pequeños, una sala de proyecciones 4D para toda la familia y un observatorio. Tiene una superficie total de 12.911,52 m² y de construcción un área de 4.355,60 m².

¡Donde aprender es fácil y divertido!
Lema del Museo